# Acronicta soluta
Acronicta soluta là một loài bướm đêm trong họ Noctuidae.